# La Diane
Pour les articles homonymes, voir Diane.
La Diane est un hebdomadaire illustré boulangiste, publié en France entre 1888 et 1893.

## Histoire
Dirigé par le chansonnier et compositeur nationaliste Antonin Louis, le journal a ses bureaux au no 20 de la rue Cadet. Son titre, emprunté au vocabulaire militaire, fait référence à la diane sonnant le réveil des soldats.
Journal de caricatures boulangiste, La Diane est comparable, à ce titre, à La Bombe de Paul de Sémant, à La Charge d'Alfred Le Petit, ainsi qu'au Pilori et à La Jeune Garde, deux feuilles bonapartistes soutenant le général Boulanger.
Son format, son prix au numéro et sa fréquence de parution ont été plusieurs fois modifiés. Paraissant initialement chaque dimanche et vendue pour 15 centimes, La Diane passe à cinq centimes le 5 mai 1889. Le 15 août de la même année, son prix est doublé tandis que la parution devient bi-hebodomadaire, avec un second numéro le jeudi.
Brièvement quotidienne entre le 19 et le 27 avril 1890, en vue des élections municipales parisiennes, La Diane reprend une parution hebdomadaire régulière jusqu'au 25 janvier 1891. Après cette date, sa parution devient discontinue, avec un numéro le 19 avril 1891 puis un autre le 11 octobre suivant.
Une nouvelle série, dotée d'une nouvelle numérotation, s'étend ensuite du 10 novembre 1891 au 6 novembre 1892.
Après un dernier numéro isolé, publié le 23 avril 1893, la publication cesse définitivement.

### Dessinateurs et autres collaborateurs

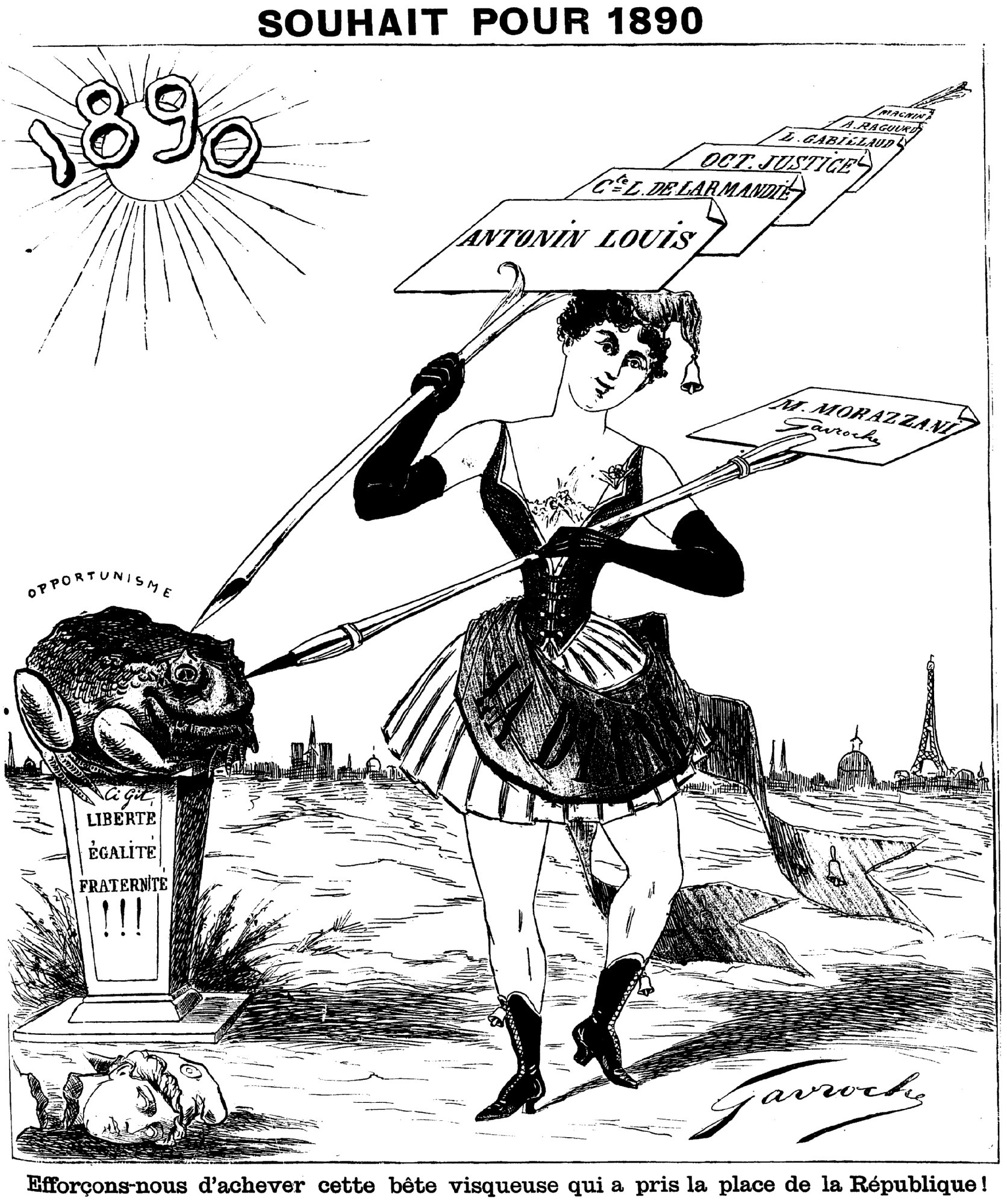
La Diane du 29 décembre 1889.

Les caricatures de La Diane sont l’œuvre de dessinateurs de second ordre signant la plupart du temps sous des pseudonymes : Tric, Dianeli, Gavroche (ou Steph Gavroche, ou Steph), Tartarino et Alfred Le Grand.
Ce dernier est identifié par Philippe Jones et Guillaume Doizy à Alfred Le Petit, mais ce pseudonyme pourrait tout aussi bien avoir été choisi par un autre artiste en hommage au célèbre caricaturiste. En effet, le numéro du 16 septembre 1888 contient à la fois une caricature signée « Alfred Le Grand » et un autographe d'Alfred Le Petit. De plus, le dessin d'Alfred Le Grand dans le numéro du 19 août 1888 représente Alfred Le Petit en tant que dessinateur de La Charge et non de La Diane.
« Gavroche » est le pseudonyme d'un certain Marien Morazzani (d), qui signe également de son prénom les caricatures du Tour de Paris.
En 1890, certains dessins de Gavroche conspuent Joseph « Boule-de-Juif » Reinach (2 mars) ou glorifient le marquis de Morès (13 avril), témoignant ainsi de la dérive antisémite d'une partie des boulangistes.
Le dessin de Gavroche pour le numéro du 29 décembre 1889 mentionne les collaborateurs du journal à cette date : Antonin Louis (directeur), le comte Léonce de Larmandie (d), Octave Justice, Louis Gabillaud, A. Ragourd, Guillaume Magnin et Morazzani (Gavroche).

### Rôle dans l'affaire Hériot

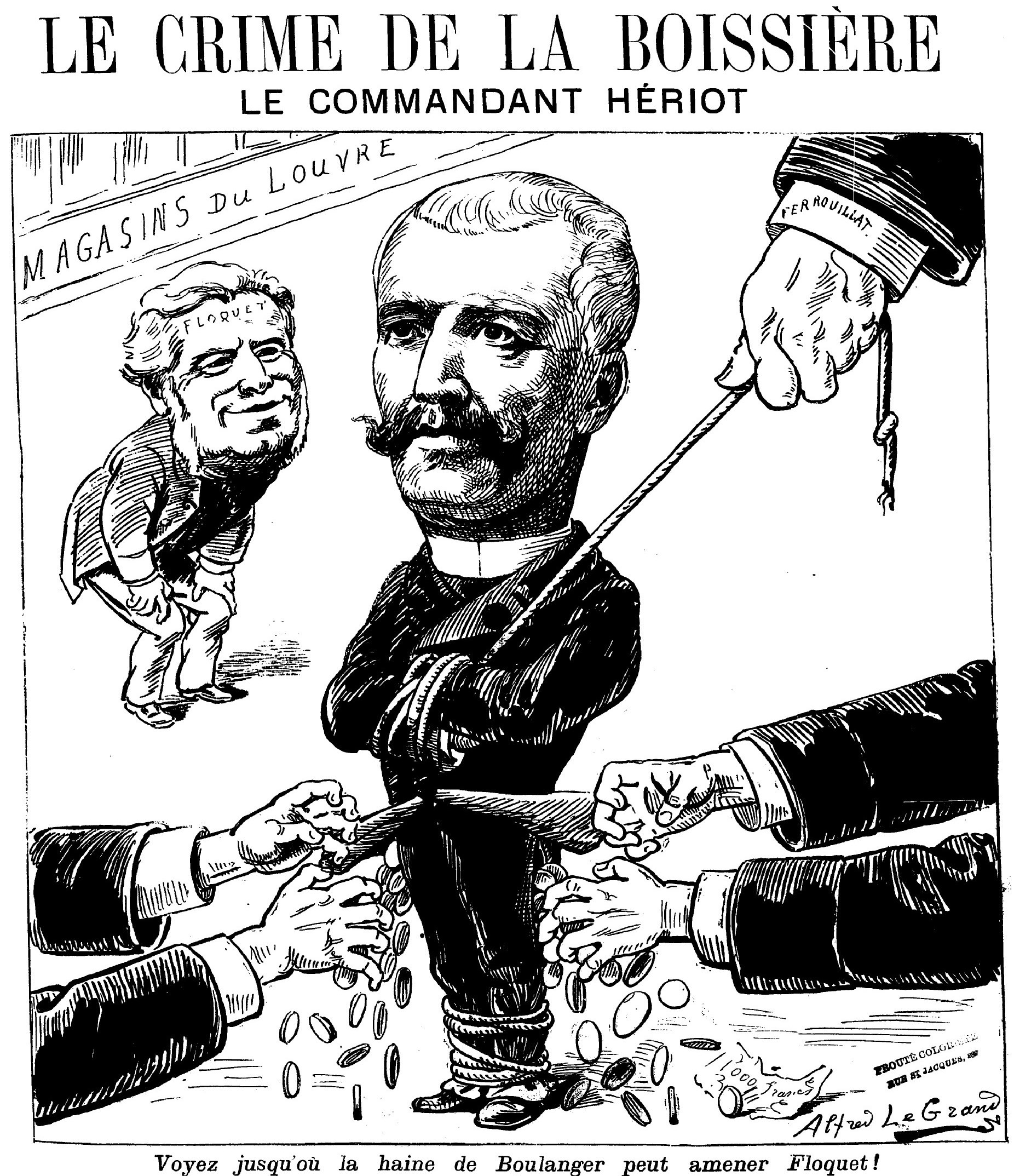
Dessin en faveur du commandant Hériot et critiquant Charles Floquet (14 octobre 1888).

Outre ses dessins et articles favorables au général Boulanger, La Diane mène une campagne en faveur du commandant Hériot à partir du mois de septembre 1888.
Riche héritier des Grands Magasins du Louvre, Olympe Hériot venait d'en perdre la direction car il avait manifesté d'inquiétants signes d'aliénation mentale : en effet, dans la nuit du 7 au 8 juin 1888, il avait tenté de se suicider après avoir tiré plusieurs coups de feu en direction de sa seconde épouse, Cyprienne Dubernet. Momentanément retenu dans son château de La Boissière, Hériot risquait l'internement, ce qui faisait croire à une partie de l'opinion publique que Cyprienne et la famille de celle-ci complotaient pour s'emparer de la fortune du commandant.
Deux grands journaux, La Lanterne et La Presse, se sont engagés pour soutenir les droits de l'ancien directeur des Grands Magasins du Louvre. Ils sont rejoints par La Diane, qui publiera en tout 77 articles dans ce sens à la demande de M. Delmas, parent de la première épouse d'Hériot.
En 1893, Antonin Louis assigne Delmas et Hériot en paiement de 38 500 francs, soit 500 francs pour chacun des articles pro-Hériot publiés entre 1888 et 1890 dans La Diane. La première chambre du tribunal civil de la Seine rejette cependant cette demande.